# Ташлык (Григориопольский район)
Ташлык (рум. и молд. Taşlîc)  — большое молдавское село, центр Ташлыкского сельского совета Григориопольского района непризнанной Приднестровской Молдавской Республики.
Село Ташлык расположено вдоль долины р. Днестр в 12 км от районного центра г. Григориополя и в 35 км от столицы ПМР - г. Тирасполь.  Село имеет сложную конфигурацию, с извилистыми улицами и нерегулярной застройкой, обусловленными характером рельефа местности.
Первое документальное упоминание о селе Ташлык датировано 1745 годом.

## История
Впервые упоминается в документах начала XVII веке как небольшое поселение, состоящее из нескольких полуземлянок, глинобитных хат и плетневой, крытой камышом православной церковью. Жители, преимущественно, занимались скотоводством, овцеводством, рыболовством и охотой. В 1779 году в селе насчитывалось до 10 дворов.
После присоединения к России в 1792 году по Ясскому миру междуречья Днестра и Южного Буга в село активно переселяются бугские казаки и бессарабские молдаване.
В XIX веке здесь обосновались несколько болгарских семей.
В 40-е годы XIX столетия Ташлык был казённым поселением, в котором проживали 774 жителя.
Во второй половине XIX в. в селе строятся каменная церковь с храмом Святого Георгия Победоносца, действовали церковно-приходская школа,  библиотека, почтово-телеграфное отделение, паровые мельницы, торговые лавки, трактир, разрабатываются каменоломни. Согласно данным переписи 1897 г. в Ташлыке насчитывалось 300 жителей и 146 дворов.
В годы гражданской войны в окрестностях села шли бои. После установления советской власти в селе сооружается небольшая электростанция (1921 г.) и открывается новая школа. Массовая коллективизация 30-х гг. привела к репрессиям против зажиточных крестьян. Многие семьи успели бежать в румынскую Бессарабию, другие были сосланы в Сибирь, а их имущество конфисковано. Создается колхоз «Прогресс», специализировавшийся на возделывании зерновых, винограда, фруктовых садов.
В послевоенные десятилетия были построены средняя школа, Дом культуры с киноустановкой, библиотека, больница, амбулатория, аптека, детские ясли, детский сад, мастерские бытового обслуживания, столовая, магазины, телефонная станция, радиоузел, отделение связи. Возведён памятник советским воинам, павшим в Великой Отечественной войне на месте захоронения 734 человек.

## Население и хозяйство
По сравнению с большинством сельских поселений Приднестровья Ташлык отличает относительная демографическая устойчивость. Динамика численности населения:
- 1959 г. – 3489 жителей;
- 1970 г. – 3677;
- 1979 г. – 3500;
- 1989 г. – 3258;
- 2004 г. – 3224 человека.

На начало 2007 г. на территории села было расположено 1239 дворов, проживало 3216 человек, из них временно выбывших – 358 человек, трудоспособного населения – 1693 чел., безработных – 1271 чел.
В этническом отношении село мононационально – молдаване составляют 98,1%, русские – 1,3%, украинцы – 0,2%.
В 2007 г. в селе Ташлык проживали 717 получателей пенсий, из них пенсионеров по возрасту – 539, инвалидов – 108 человек, инвалидов ВОВ - 1 чел., одиноких матерей – 13, многодетных семей – 30. В том же году на территории сельской администрации родилось 34 человека, умерло 33 человека.
В настоящее время в селе работают МОУ «Ташлыкская общеобразовательная средняя школа Григориопольского района» (на начало 2008 г. в 21 классе 52 педагога обучали 465 учащихся), детский сад, Дом культуры, врачебная амбулатория, магазины, питейные заведения.
В 90-е гг. был восстановлен сельский храм – церковь великомученика Георгия Победоносца.
Земли села Ташлык составляют 4316 га, в том числе государственный резервный фонд - 3156 га, земли приусадебного фонда – 14 га, фермерские хозяйства – 726 га, крестьянские хозяйства – 318 га, пастбища – 443 га, улицы и площади – 123 га, ООО «Агро Компакт» - 163 га, ЗАО «Тираспольский КХП» - 569 га, ДООО «Григориопольский хлебокомбинат» - 120 га, ООО «Григориопольский комбинат хлебопродуктов» - 755 га.
Общая площадь жилищного фонда – 92859 кв.м. Из 1239 дворов села Ташлык газифицировано 779. Протяженность всех улиц села 24,7 км, из них 3,8 км с асфальтовым покрытием. В селе эксплуатируются 38 шахтных колодцев и функционируют 5 артезианских скважин.